# 九府仙師廟
25°03′38″N 121°31′14″E / 25.0606335°N 121.5205628°E
九府仙師廟，位於台灣台北市民權西路，為主祀九府仙師之道教廟宇。該廟宇興建於1883年，為位於台北中山區的大樓式建築廟宇。另外，該廟宇的組織型態為管理人制，祭典日期則是每年農曆之九月初一。
九府仙師又名何氏九仙、九鯉仙師，本為中國福建興化縣一帶神明，為該地台灣移民之民間信仰。